# Флавій Руфін
Флавій Руфін (*Flavius Rufinus, 335 — 27 листопада 395) — політичний діяч пізньої Римської імперії, фактичний володар Східної Римської імперії у 395 році.

## Життєпис
Про родину немає відомостей. Народився у м. Елуса (сучасне м. Еоз, Франція), що у провінції Аквітанія. Про молоді роки немає відомостей. Швидке зростання кар'єрними шаблями відбулося за правління імператора Феодосія I. Вже у 382 році він стає одним з найвпливовіших чиновників імперії, коли його призначають квестором священного палацу.
У 388 році стає magister officiorum, в 389 році супроводжував імператора до Риму. У 392 році призначається префектом преторія Сходу. У зв'язку з цим вступив в конфлікт із військовиками Тімасієм та Промотом. Останнього зумів підступністю відсторонити, а потім заманити у засідку. У 392–393 роках йому доручалися найважливіші доручення імператора. У 393 році відвідав Антіохію, де провів судовий розгляд щодо дій Лукіана, коміта Сходу. За образу Євхерія, родича Феодосія I, Руфін наказав засікти до смерті. Після цього наказав звести портик у місті.
Після смерті імператора Феодосія I вплив на державні справи Руфіна ще більше зріс. Імператор Аркадій був фактично номінальним володарем. При цьому Руфін планував оженити Аркадія зі своєю донькою Марією. Водночас розпочав антиєритичну політику, відібравши права у секти євноміан. Були відновлені штрафи проти усіх єретиків та розпочалися гоніння на поган.
Втім незабаром стикнувся з протидією із євнухом й препозітом Євтропієм. На Заході проти Руфіна виступив впливовий Стиліхон. Останній спрямував загони готів у кількості 10 тис. вояків на чолі із Гайною. Це була частина військ, що вимагав повернути Руфін зі Заходу на Схід. У відповідь Руфін зрадницьки спровокував вождя готів Аларіха та пропустив до Македонії й Ахайї, сподіваючи у подальшому спрямувати Аларіха проти Стиліхона. 27 листопада 395 року підступно вбито Гайном. У 396 році родину заслано до Єрусалиму.